# Institut national polytechnique de Toulouse
El Institut national polytechnique de Toulouse (Instituto Nacional Politécnico de Toulouse), también conocida como INP Toulouse, es un instituto de tecnología de Francia, asimilado a una universidad y creado en 1969. Ubicado en Toulouse y Tarbes, reagrupa seis grandes escuelas de ingenieros: ENSEEIHT, ENSIACET, ENSAT, ENIT, Purpan, ENM. También es miembro de la Universidad Federal de Toulouse Midi-Pyrénées, de Toulouse Tech  y de la conferencia de grandes écoles. Forma principalmente ingenieros generalistas de muy alto nivel, destinados principalmente para el empleo en las empresas.

## Diplomado INP Toulouse
En Francia, para llegar a ser ingeniero, se puede seguir la fórmula "dos más tres", que está compuesta de dos años de estudio de alto nivel científico (las clases preparatorias) y tres años científico-técnicos en una de las grandes escuelas de ingenieros. El acceso a éstas se realiza, al final de las clases preparatorias, a través de un concurso muy selectivo. 
- Master Ingénieur
- PhD Doctorado
- Mastères Spécialisés
- Mooc.[8]

## Tesis doctoral INP Toulouse - Universidad Federal de Toulouse Midi-Pyrénées
Laboratorio y Doctorados de investigación
A nivel de investigación, INP Toulouse reúne a 17 laboratorios, casi 1.000 investigadores (profesores, investigadores de las grandes organizaciones, PhD), agrupados en los laboratorios asociados al CNRS, INRA y otras universidades de Toulouse.